# 中国农业大学信息与电气工程学院
中国农业大学信息与电气工程学院是2002年7月由原中国农业大学东校区的“电气信息学院”和西校区的“信息学院”合并组建而成，是中国农业大学目前规模最大的学院。

## 历史沿革
起源于1955年时北京农业机械化学院开办的农业电气化本科专业。

## 目前情况
经过53年的建设，学院已经拥有电气工程、电子技术应用、自动化、计算机与信息管理学科群。
目前，则拥有四个系，分别为电力工程系，电子信息系，地理信息系统系与计算机系。
学院目前拥有三个博士点，七个硕士点和七个本科专业。其中电气工程及其自动化和电子信息工程口碑较好。

## 大事件
- 2007年，信电大楼竣工。
- 2008年10月，承办第24届中国高校电力系统年会。